# Ambasada Algierii w Warszawie

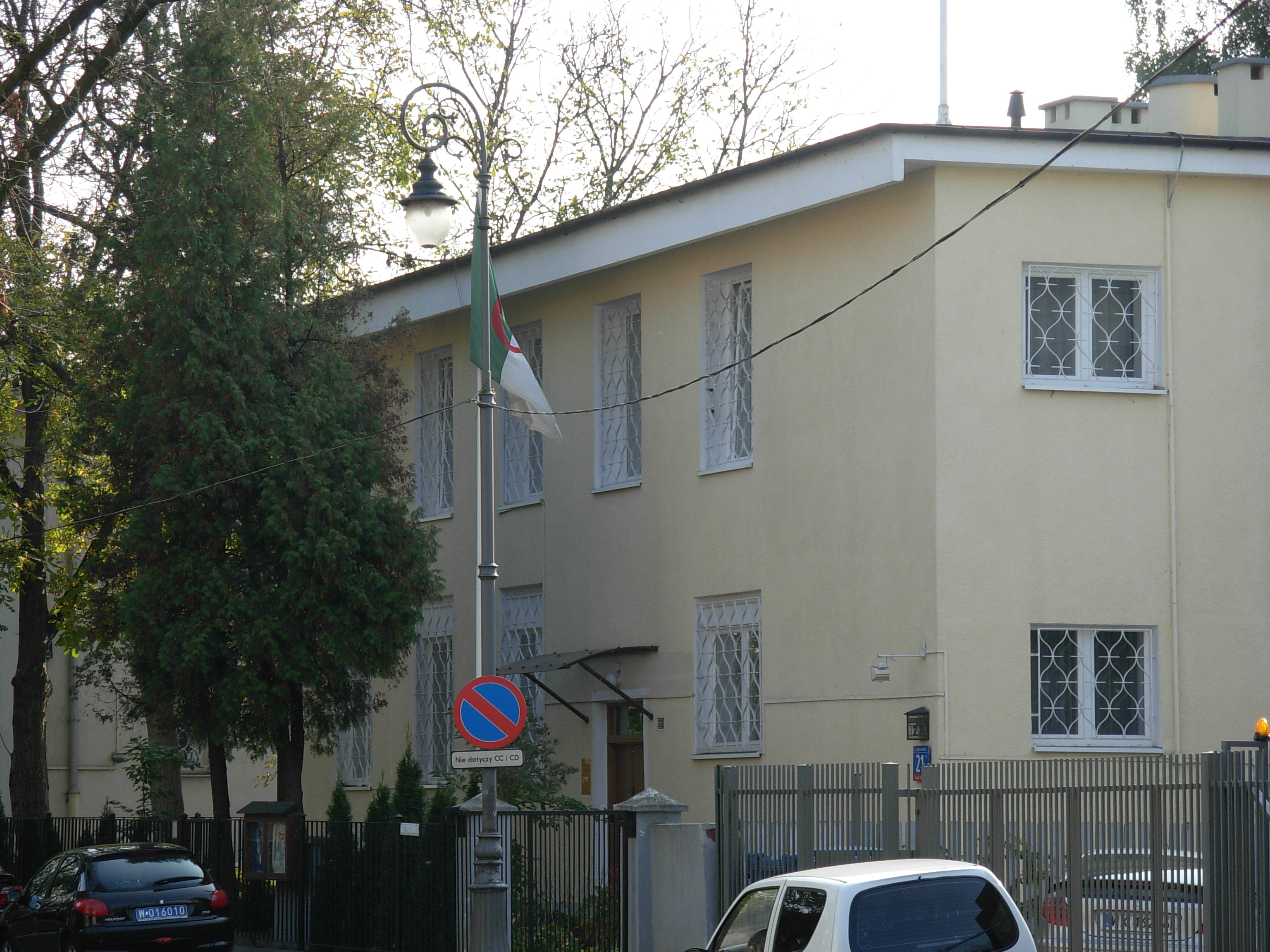
Siedziba ambasady Algerii w l. 1972–2016 przy ul. Dąbrowieckiej 21

Ambasada Algierii w Warszawie (arab. سفارة الجزائر في بولندا) – placówka dyplomatyczna Algierskiej Republiki Ludowo-Demokratycznej znajdująca się w Warszawie przy ul. Ignacego Krasickiego 10.
Ambasador Algierii w Warszawie akredytowany jest także w Republice Estońskiej, Republice Litewskiej i w Republice Łotewskiej.

## Siedziba
Po nawiązaniu stosunków dyplomatycznych w 1962 akredytowana była w Polsce ambasada z siedzibą w Pradze. W 1971 podjęła swoje obowiązki placówka w Warszawie, początkowo w hotelu Europejskim przy ul. Krakowskie Przedmieście 13 (1971), następnie mieściła się w willi z 1930 przy ul. Willowej 5 (1971), ul. Dąbrowieckiej 21 (1972–2016). W kwietniu 2016 została przeniesiona do budynku przy ul. Ignacego Krasickiego 10, w którym to miejscu znajdowała się wcześniej ambasada Chorwacji (1996−2004).